# Sportclub Preußen 06 Münster 2002-2003
Questa voce raccoglie le informazioni riguardanti lo Sportclub Preußen 06 Münster nelle competizioni ufficiali della stagione 2002-2003.

## Stagione
Nella stagione 2002-2003 il Preussen Münster, allenato da Neale Marmon, Dietmar Wiese e Peter Vollmann, concluse il campionato di Regionalliga nord al 12º posto.

## Rosa
| N. |                        | Ruolo | Calciatore          |
| -- | ---------------------- | ----- | ------------------- |
| 1  | Germania (bandiera)    | P     | Thorsten Stuckmann  |
| 2  | Germania (bandiera)    | D     | Malte Metzelder     |
| 3  | Senegal (bandiera)     | D     | Bassirou Sylla      |
| 4  | Paesi Bassi (bandiera) | D     | Steve van den Broek |
| 5  | Germania (bandiera)    | D     | Wilken Harf         |
| 6  | Germania (bandiera)    | C     | Carsten Becker      |
| 7  | Germania (bandiera)    | C     | Bernd Winter        |
| 8  | Italia (bandiera)      | D     | Giovanni Taverna    |
| 8  | Germania (bandiera)    | C     | Thomas Piorunek     |
| 9  | Germania (bandiera)    | A     | Frank Döpper        |
| 10 | Germania (bandiera)    | C     | Christian Bienemann |
| 11 | Germania (bandiera)    | C     | Sebastian Lodter    |

| N. |                     | Ruolo | Calciatore         |
| -- | ------------------- | ----- | ------------------ |
| 12 | Germania (bandiera) | C     | Martin Przondziono |
| 14 | Germania (bandiera) | A     | Marco Antwerpen    |
| 16 | Germania (bandiera) | C     | Stephan Sloot      |
| 17 | Germania (bandiera) | D     | Heiko Kuhn         |
| 18 | Germania (bandiera) | A     | Carlos Castilla    |
| 20 | Germania (bandiera) | A     | Christian Erwig    |
| 22 | Germania (bandiera) | P     | Oliver Hinz        |
| 23 | Germania (bandiera) | P     | André Poggenborg   |
| 25 | Germania (bandiera) | D     | Roy Nischkowsky    |
| 27 | Germania (bandiera) | D     | Peter Schyrba      |
| 30 | Germania (bandiera) | C     | Stephan Küsters    |
| 33 | Germania (bandiera) | C     | Ingmar Putz        |

## Organigramma societario
Area tecnica
- Allenatore: Peter Vollmann
- Allenatore in seconda:
- Preparatore dei portieri:
- Preparatori atletici:
- Analisi video:

## Calciomercato

### Sessione estiva
| Acquisti | Acquisti            | Acquisti          | Acquisti |
| R.       | Nome                | da                | Modalità |
| -------- | ------------------- | ----------------- | -------- |
| A        | Matthias Balke      | Werder Brema II   |          |
| A        | Frank Döpper        | Fortuna Colonia   |          |
| C        | Daniel Gunkel       | Dresdner SC       |          |
| D        | Bassirou Sylla      | Concordia Ihrhove |          |
| D        | Steve van den Broek | ACV Assen         |          |

| Cessioni | Cessioni           | Cessioni           | Cessioni |
| R.       | Nome               | a                  | Modalità |
| -------- | ------------------ | ------------------ | -------- |
| D        | Dirk Böcker        | Fortuna Düsseldorf |          |
| C        | Ovid Hajou         | LR Ahlen           |          |
| C        | Sven Hozjak        | SV Emsdetten 05    |          |
| P        | Michael Jürgen     | Werder Brema II    |          |
| C        | Michael Kruskopf   | Concordia Amburgo  |          |
| A        | Marek Leśniak      | Velbert            |          |
| C        | Kais Manai         | Carl Zeiss Jena    |          |
| A        | Vladïmïr Nïdergaws | Bremer SV          |          |
| C        | Stephan Schmidt    | Babelsberg         |          |

### Sessione invernale
| Acquisti | Acquisti           | Acquisti               | Acquisti |
| R.       | Nome               | da                     | Modalità |
| -------- | ------------------ | ---------------------- | -------- |
| C        | Martin Przondziono | Lubecca                |          |
| C        | Thomas Piorunek    | Eintracht Braunschweig |          |

| Cessioni | Cessioni        | Cessioni       | Cessioni |
| R.       | Nome            | a              | Modalità |
| -------- | --------------- | -------------- | -------- |
| A        | Matthias Balke  | Hannover 96 II |          |
| A        | Julian Lüttmann | Holstein Kiel  |          |

## Risultati

### Regionalliga

#### Girone di andata
| Arbitro: | Lupp |

|                |           |                    |
| Demir 27’, 57’ | Marcatori | 79’ (rig.) Küsters |

| Arbitro: | Frank |

|               |           |  |
| Antwerpen 42’ | Marcatori |  |

| Arbitro: | Stachowiak |

|                                 |           |                                    |
| Antwerpen 3’, 39’ Bienemann 88’ | Marcatori | 33’ Altıntop 90’ Bach 91’ Dikhtiar |

| Arbitro: | Aust |

|           |           |  |
| Tutas 33’ | Marcatori |  |

| Arbitro: | Hems |

|                            |           |                  |
| Antwerpen 17’ Castilla 86’ | Marcatori | 60’ (rig.) Milde |

| Arbitro: | Plaggenborg |

|                               |           |                  |
| Schindler 12’, 19’ Bester 38’ | Marcatori | 50’ (aut.) Kling |

| Arbitro: | Jauch |

|                                                             |           |                                          |
| Döpper 13’, 56’ Antwerpen 28’, 57’ Winter 89’ Bienemann 90’ | Marcatori | 20’ Guščinas 62’, 70’ Mašlej 81’ Trejgis |

| Arbitro: | Schriever |

|  |           |            |
|  | Marcatori | 38’ Gunkel |

| Arbitro: | Grudzinski |

|                               |           |                                                       |
| Döpper 18’ Küsters 25’ (rig.) | Marcatori | 4’, 64’ Krontiris 19’ Sahin 79’ Leandro 88’ Achenbach |

| Arbitro: | Henschel |

|               |           |  |
| Jank 44’, 53’ | Marcatori |  |

| Arbitro: | Melms |

|            |           |                |
| Winter 51’ | Marcatori | 12’, 43’ Dogan |

| Arbitro: | Hoyzer |

|                          |           |               |
| Claaßen 33’, 78’ Isa 39’ | Marcatori | 21’ Bienemann |

| Arbitro: | Fleske |

|                                                          |           |  |
| Castilla 23’ Bienemann 43’ Antwerpen 48’, 77’ Gunkel 72’ | Marcatori |  |

| Arbitro: | Stachowiak |

|                             |           |  |
| Sağlık 80’ Sylla 90’ (aut.) | Marcatori |  |

| Arbitro: | Weiner |

|                                 |           |                               |
| Bienemann 29’ Winter 74’ (rig.) | Marcatori | 42’ (rig.) Tjikuzu 73’ Mamoum |

| Arbitro: | Jansen |

|                                    |           |  |
| Chałaśkiewicz 56’ (rig.) Röver 83’ | Marcatori |  |

| Arbitro: | Thomßen |

|  |           |                   |
|  | Marcatori | 52’, 67’ Ahanfouf |

#### Girone di ritorno
| Münster 22 novembre 2002, ore 19:30 CET 18ª giornata | Preußen Münster | 0 – 0 referto | Chemnitz | Preußenstadion (2 517 spett.)\| Arbitro: \| Schempershauwe \| |
| Arbitro:                                             | Schempershauwe  |               |          |                                                               |

| Arbitro: | Schriever |

|                                               |           |              |
| Celikovic 6’ Ouédraogo 15’ Steegmann 76’, 89’ | Marcatori | 56’ Castilla |

| Bochum 8 dicembre 2002, ore 15:00 CET 20ª giornata | Wattenscheid 09 | 0 – 0 referto | Preußen Münster | Lohrheidestadion (1 525 spett.)\| Arbitro: \| Margenberg \| |
| Arbitro:                                           | Margenberg      |               |                 |                                                             |

| Arbitro: | Bley |

|  |           |                                 |
|  | Marcatori | 4’ Bonan 21’ Fischer 37’ Bilgin |

| Arbitro: | Henschel |

|  |           |               |
|  | Marcatori | 69’ Antwerpen |

| Arbitro: | Schriever |

|                    |           |            |
| Antwerpen 26’, 55’ | Marcatori | 23’ Bester |

| Kiel 21 marzo 2003, ore 19:30 CET 24ª giornata | Holstein Kiel | 0 – 0 referto | Preußen Münster | Holstein-Stadion (2 220 spett.)\| Arbitro: \| Zinken \| |
| Arbitro:                                       | Zinken        |               |                 |                                                         |

| Arbitro: | Hennecke |

|            |           |  |
| Winter 21’ | Marcatori |  |

| Arbitro: | Schempershauwe |

|  |           |                                 |
|  | Marcatori | 31’ (rig.) Küsters 72’ Castilla |

| Arbitro: | Winkmann |

|  |           |                          |
|  | Marcatori | 36’ Noveski 89’ Heidrich |

| Arbitro: | Henschel |

|             |           |             |
| Brdarić 50’ | Marcatori | 23’ Küsters |

| Arbitro: | Keßler |

|                         |           |         |
| Castilla 11’ Winter 19’ | Marcatori | 73’ Isa |

| Arbitro: | Lupp |

|                        |           |  |
| Sauerland 64’ Luis 83’ | Marcatori |  |

| Arbitro: | Seemann |

|                                                  |           |           |
| Castilla 1’, 35’ Piorunek 42’ Küsters 67’ (rig.) | Marcatori | 22’ Gerov |

| Arbitro: | Schempershauwe |

|             |           |              |
| Wilking 35’ | Marcatori | 27’ Piorunek |

| Arbitro: | Voss |

|                                 |           |                              |
| Castilla 20’ Antwerpen 43’, 56’ | Marcatori | 53’ (rig.) Moritz 78’ Müller |

| Arbitro: | Hems |

|                              |           |                            |
| Neubert 20’, 32’ Beuchel 63’ | Marcatori | 45’ Antwerpen 59’ Piorunek |

## Statistiche

### Statistiche di squadra
| Competizione      | Punti | In casa | In casa | In casa | In casa | In casa | In casa | In trasferta | In trasferta | In trasferta | In trasferta | In trasferta | In trasferta | Totale | Totale | Totale | Totale | Totale | Totale | DR  |
| Competizione      | Punti | G       | V       | N       | P       | Gf      | Gs      | G            | V            | N            | P            | Gf           | Gs           | G      | V      | N      | P      | Gf     | Gs     | DR  |
| ----------------- | ----- | ------- | ------- | ------- | ------- | ------- | ------- | ------------ | ------------ | ------------ | ------------ | ------------ | ------------ | ------ | ------ | ------ | ------ | ------ | ------ | --- |
| Regionalliga nord | 43    | 17      | 9       | 3       | 5       | 34      | 29      | 17           | 3            | 4            | 10           | 11           | 26           | 34     | 12     | 7      | 15     | 45     | 55     | -10 |
| Totale            | 43    | 17      | 9       | 3       | 5       | 34      | 29      | 17           | 3            | 4            | 10           | 11           | 26           | 34     | 12     | 7      | 15     | 45     | 55     | -10 |

### Andamento in campionato
| Giornata  | 1  | 2  | 3  | 4  | 5  | 6  | 7 | 8 | 9  | 10 | 11 | 12 | 13 | 14 | 15 | 16 | 17 | 18 | 19 | 20 | 21 | 22 | 23 | 24 | 25 | 26 | 27 | 28 | 29 | 30 | 31 | 32 | 33 | 34 |
| --------- | -- | -- | -- | -- | -- | -- | - | - | -- | -- | -- | -- | -- | -- | -- | -- | -- | -- | -- | -- | -- | -- | -- | -- | -- | -- | -- | -- | -- | -- | -- | -- | -- | -- |
| Luogo     | T  | C  | C  | T  | C  | T  | C | T | C  | T  | C  | T  | C  | T  | C  | T  | C  | C  | T  | T  | C  | T  | C  | T  | C  | T  | C  | T  | C  | T  | C  | T  | C  | T  |
| Risultato | P  | V  | N  | P  | V  | P  | V | V | P  | P  | P  | P  | V  | P  | N  | P  | P  | N  | P  | N  | P  | V  | V  | N  | V  | V  | P  | N  | V  | P  | V  | N  | V  | P  |
| Posizione | 15 | 11 | 11 | 13 | 11 | 13 | 9 | 7 | 10 | 11 | 12 | 15 | 11 | 11 | 12 | 14 | 15 | 16 | 17 | 16 | 17 | 16 | 15 | 16 | 13 | 10 | 12 | 12 | 11 | 13 | 12 | 13 | 11 | 12 |

Legenda:

Luogo: C = Casa; T = Trasferta. Risultato: V = Vittoria; N = Pareggio; P = Sconfitta.

### Statistiche dei giocatori
| M. Antwerpen     | 31 | 14 | 12 | 1 |
| M. Balke         | 4  | 0  | 0  | 0 |
| C. Becker        | 8  | 0  | 0  | 0 |
| C. Bienemann     | 27 | 5  | 5  | 0 |
| C. Castilla      | 31 | 8  | 8  | 0 |
| F. Döpper        | 23 | 3  | 1  | 0 |
| C. Erwig         | 0  | 0  | 0  | 0 |
| D. Gunkel        | 16 | 2  | 2  | 0 |
| W. Harf          | 31 | 0  | 10 | 0 |
| O. Hinz          | 2  | 0  | 0  | 0 |
| H. Kuhn          | 15 | 0  | 2  | 0 |
| S. Küsters       | 33 | 5  | 10 | 1 |
| S. Lodter        | 18 | 0  | 3  | 1 |
| J. Lüttmann      | 1  | 0  | 0  | 0 |
| M. Metzelder     | 29 | 0  | 5  | 0 |
| R. Nischkowsky   | 20 | 0  | 6  | 0 |
| T. Piorunek      | 14 | 3  | 2  | 0 |
| A. Poggenborg    | 3  | 0  | 0  | 0 |
| M. Przondziono   | 12 | 0  | 2  | 1 |
| I. Putz          | 12 | 0  | 3  | 0 |
| P. Schyrba       | 33 | 0  | 7  | 1 |
| S. Sloot         | 8  | 0  | 2  | 0 |
| T. Stuckmann     | 30 | 0  | 2  | 1 |
| B. Sylla         | 14 | 0  | 1  | 0 |
| G. Taverna       | 0  | 0  | 0  | 0 |
| B. Winter        | 27 | 5  | 6  | 0 |
| S. van den Broek | 16 | 0  | 5  | 1 |